# Astragalus weixinensis
Astragalus weixinensis là một loài thực vật có hoa trong họ Đậu. Loài này được Y.C. Ho miêu tả khoa học đầu tiên năm 1981.